# کری-آن کنرلی
کری آن کنرلی ( متولد ۲۲ سپتامبر ۱۹۵۳) مجری، بازیگر و خواننده تلویزیون و رادیو استرالیایی است. او بیش از ۵۰ سال در این صنعت فعالیت دارد و عضو تالار مشاهیر Logie است. کنرلی یکی از مجریان برنامه استودیو ۱۰ شبکه ۱۰ بود. او در سال ۲۰۲۰ در فیلم پیپین در تئاتر لیریک سیدنی نقش مادربزرگ پیپین، برت را بازی کرد. کنرلی اولین حضور تلویزیونی خود را در سال ۱۹۶۷ در سن ۱۴ سالگی در برنامه‌های کودکانه انجام داد.
در طول دهه ۱۹۸۰ کنرلی به عنوان یک خواننده اجرا کرد و یک آلبوم با عنوان (Kerri-Anne) و همچنین یک آلبوم کریسمس در سال ۱۹۸۵ منتشر کرد
در سال ۲۰۱۶، کنرلی در حمایت از سونیا کروگر که پیشنهاد ممنوعیت مهاجرت مسلمانان به استرالیا را داده بود، صحبت کرد. کروگر بعداً توسط دادگاه مدنی و اداری نیو ساوت ولز محکوم شد که مسلمانان را بدنام کرده‌است.